# Thanh Hải (nhân vật tôn giáo)
Thanh Hải, tên khai sinh Trịnh Đăng Huệ (sinh ngày 12 tháng 5 năm 1950) là người sáng lập Quán Âm Pháp môn (觀音法門, hay Pháp thiền Quán Âm), và Thanh Hải vô thượng sư (hay Đạo tràng Tây Hồ, Hội thiền định Suma Ching Hai, Hội thiền định quốc tế Thanh Hải vô thượng sư, Hội quốc tế Thanh Hải vô thượng sư, Hội quốc tế thánh thiện Thanh Hải vô thượng sư).

## Tiểu sử
Thanh Hải tên thật là Trịnh Đăng Huệ (có tài liệu ghi là Đặng Thị Trinh) sinh ngày 12 tháng 5 năm 1958 (có tài liệu ghi 1948)  tại Đức Phổ, Quảng Ngãi, Việt Nam. Có cha là người Hoa và mẹ là người Kinh. Vào năm 19 tuổi (có tài liệu ghi 22 tuổi), Thanh Hải rời Việt Nam đi qua Anh, rồi qua Pháp, Tây Đức. Trong thời gian ở Tây Đức, bà làm nghề thông dịch viên cho hội Hồng Thập Tự và lập gia đình với một bác sĩ y khoa người Đức. Sau 2 năm, hai người ly dị.
Năm 1979, Thanh Hải thọ Tam quy ngũ giới với tu sĩ Thích Như Điển, với pháp danh là Thị Nguyện, nhưng chùa của ông không nhận nữ giới. Sau đó bà qua Ấn Độ xuất gia, trước tiên là với các vị Lạt ma Tây Tạng, sau theo học với một người Ấn Độ đạo Sikh tên là Jampa Ghesbe Ngawang Dargey và người kế tiếp là Thakar Singh, một giáo sĩ thuộc dòng Surat Shabd Yoga (Sant Mat) và chính vị này đã "truyền" pháp "Thanh Sắc Quang Ảnh" (Light and Sound Meditation) cho bà.
Năm 1983, Thanh Hải đến Đài Loan thọ giới Tỳ-kheo-ni tại một giới đàn ở Đài Bắc thuộc Giáo hội Phật giáo Đài Loan. Trong thời gian trước khi thọ giới, Thị Nguyện được gởi đến Linh Sơn Phật Học viện tại Đài Bắc của Thích Tịnh Hạnh để tá túc học tập và được ban cho pháp hiệu là Thanh Hải. Năm 1989, Thanh Hải lập nên Thanh Hải vô thượng sư. Theo cơ quan Công an, Thanh Hải vô thượng sư là tổ chức bất hợp pháp, không được công nhận về mặt pháp lý tại Việt Nam.

## Hành đạo
Các trung tâm thiền của Thanh Hải tại các thành phố của Mỹ như Los Angeles được hưởng lợi từ chính sách được miễn thuế như các tổ chức tôn giáo khác.
Tại Hoa Kỳ, Thanh Hải đặt bản doanh tại thành phố El Monte ở miền Nam California và đi thuyết giảng khắp vùng đông dân cư Việt Nam, rồi đi Boston, New York, Washington DC... Bà được báo chí Tây phương gọi là nhà doanh thương tài, nhà tiếp thị giỏi và gọi là "Part Buddha, Part Madonna".

## Hoạt động kinh doanh
Thanh Hải thành lập chuỗi nhà hàng Loving Hut với 138 nhà hàng trên toàn thế giới vào năm 2014.
Bà ra mắt một dòng quần áo ở New York và Paris vào năm 1995.
Thanh Hải là tác giả của những cuốn sách ảnh, như The Birds in My Life và The Noble Wilds. Những cuốn sách bao gồm những bức ảnh bà đã chụp.
Tổ chức của bà duy trì các trang web cho phép tải xuống kỹ thuật số các băng đĩa của Thanh Hải bằng 17 ngôn ngữ cũng như "Cửa hàng thiên thể" bán quần áo và trang sức do Thanh Hải thiết kế.

### Thanh Hải Vô Thượng sư Quốc tế
Thanh Hải đã thành lập các tổ chức bao gồm Thanh Hải Vô Thượng sư Quốc tế, World Peace Media, Oceans of Love Entertainment và Supreme Master Television.
Cuối năm 2008, Thanh Hải đã phát động một chiến dịch truyền thông ở Úc và New Zealand kêu gọi mọi người "Hãy sống xanh, ăn thuần chay, cứu địa cầu".
Thanh Hải Vô Thượng sư Quốc tế đã đưa ra bản đánh giá biến đổi khí hậu Garnaut, ủng hộ việc cắt giảm lớn đối với chăn nuôi.
Theo nhà khoa học chính trị Patricia Thornton tại Đại học Oxford, sự phụ thuộc nặng nề của Thanh Hải Vô Thượng sư Quốc tế vào internet để phân phối văn bản, tuyển dụng và chia sẻ thông tin, đã đưa nhóm này thành một "giáo phái internet xuyên quốc gia". Thornton tuyên bố rằng nguồn thu nhập đằng sau nhiều dự án kinh doanh của Thanh Hải chưa được biết đến và phần lớn các phương tiện truyền thông do các chương trình truyền hình của bà sản xuất chủ yếu là tự giới thiệu và quảng cáo và nhằm mục đích "xây dựng hồ sơ công chúng cho các hoạt động nhóm của giáo phái".

## Quán Âm Pháp môn
Thanh Hải lần đầu tiên trình diễn "Trung tâm thiền ánh sáng vô lượng và cách suy ngẫm về âm thanh" hay phương pháp thiền Quán Âm ở Miaoli, Đài Loan. Phương pháp này rất giống với phương pháp Yoga Shabd Yoga từ truyền thống yoga Sant Mat.
Thanh Hải nói rằng bà không phát minh ra phương pháp thiền Quán Âm, mà chỉ "biết" nó. Trong cuốn sách The Key of Immediate Enlightenment, Thanh Hải tuyên bố rằng những người nhắc đến tên bà sẽ "trở nên cao siêu hơn về tâm linh".
Phương pháp này bao gồm thiền quán về "ánh sáng bên trong và âm thanh bên trong của Thiên Chúa", hay Shabd. Thanh Hải tuyên bố rằng Kinh Thánh thừa nhận sự tồn tại của phương pháp này và nó đã được hầu hết các tôn giáo lớn sử dụng lại nhiều lần. Pháp môn Quán Âm đòi hỏi hai giờ rưỡi thiền mỗi ngày và tuân thủ ngũ giới  tương tự như Ngũ giới của Phật giáo.

### Tại Trung Quốc
Đến năm 1996, vài ngàn người Trung Quốc là những người thực hành pháp môn này. Chính phủ Trung Quốc tuyên bố rằng niềm tin và hoạt động của tổ chức này về cơ bản là "chống cộng" và gọi tổ chức của Thanh Hải là "tổ chức tôn giáo phản động". Năm 2002, người quản lý của Công ty Thiết bị kiểm tra điện Vũ Hán Zhongzhi đã bị chính quyền Trung Quốc cáo buộc sử dụng doanh nghiệp này như một vỏ bọc để "hỗ trợ các dị giáo" liên quan đến Pháp môn Quán Âm. Doanh nghiệp này hỗ trợ ba mươi học viên "giả dạng làm nhân viên và cộng sự kinh doanh". Người quản lý bị buộc tội sử dụng các văn phòng và tòa nhà của công ty làm "nơi ẩn dật", tổ chức "khởi xướng" và "sàng lọc" để tuyển dụng thành viên, in và phát hành bất hợp pháp hơn 6.000 kinh văn dị giáo.

## Nhận định Quán Âm Pháp môn
Theo một nhà nghiên cứu tôn giáo phương Đông cho biết lối tu Quán Âm của Thanh Hải không phải xuất xứ từ đạo Phật, càng không phải là pháp môn Nhĩ Căn Viên Thông của Phật giáo, mà chính là pháp thiền Yoga của phái Sant Mat hay còn có tên gọi khác là Surat Shabd Yoga và vị thầy truyền cho Thanh Hải là Sant Thakar Singh (26/3/1929 – 6/3/2005), được biết đến với cái tên là Sant Mat Master. Ông đã truyền phương pháp ấn tâm, năm câu chú hay năm danh hiệu God, và pháp tu "Thanh Sắc Quang Ảnh" (Ánh sáng và Âm Thanh) cho đệ tử Thanh Hải trước khi rời Ấn Độ. Điều này được xác nhận bởi Hòa thượng Thích Tịnh Hạnh, Viện trưởng Học viện Phật giáo Trung Hoa Dân quốc (Đài Loan).
Từ căn cứ rõ ràng như thế qua cách hành trì (từ tài liệu thiền Surat Shabd), có thể xác định Pháp môn quán âm do bà Thanh Hải không liên quan đến Phật giáo, mà bắt nguồn từ đạo Sikh ở Ấn Độ. Còn Pháp môn Quán Âm theo cách gọi của bà Thanh Hải lại liên quan mật thiết với dòng thiền Surat Shabd Yoga của đạo Sikh.

## Giải thưởng
- 1993 – Quyền công dân danh dự.[23][24][25]
- 1994 – Giải thưởng Lãnh đạo Nhân đạo Thế giới.[26][27][28]
- 1994 – Giải thưởng Lãnh đạo tinh thần thế giới.[29][30][31][32][33][34]
- 2006 – Giải thưởng Hòa bình Gusi.[35][36]

## Hoạt động ở Việt Nam
Chính phủ Việt Nam chưa công nhận Pháp Môn Quán Âm do Sư Cô Thanh Hải Vô Thượng Sư sáng lập được phép truyền bá tại Việt Nam. Mặc dù hội thiền định này chỉ tập trung ăn chay, thiền định, từ thiện giúp đỡ thiên tai dịch bệnh các quốc gia trên khắp thế giới và cả Việt Nam.